# Rejon skidelski
Rejon skidelski (biał. Скідзельскі раён) – istniejący formalnie  w latach 1940-1962 (de facto 1940-1941 i 1944-1962) rejon w północno-zachodniej części Białoruskiej SRR, w obwodzie białostockim i obwodu grodzieńskim.
Utworzony został przez władze radzieckie 15 stycznia 1940 roku na okupowanym terytorium województwa białostockiego II Rzeczypospolitej.
W jego skład weszła południowo-wschodnia część powiatu grodzieńskiego z gminami Dubno, Jeziory, Łunna, Skidel i Żydomla oraz miastem Skidel.
25 listopada 1940, w związku ze zniesieniem rejonu porzeckiego, do rejonu skidelskiego przyłączono obszar dawnej gminy Berszty.
Rejon był jednostką administracyjną istniejącą de facto, legalną z punktu widzenia władz ZSRR. Z punktu widzenia prawa międzynarodowego jej utworzenie było nielegalne, a jej obszar stanowił część terytorium II Rzeczypospolitej pod okupacją ZSRR.
Rejon przestał de facto istnieć, gdy na jego teren wkroczyły wojska niemieckie w czerwcu 1941, włączając go w skład okręgu Białystok.
Po ponownym zajęciu obszaru przez Armię Czerwoną we wrześniu 1944, rejon wrócił pod administrację BSSR, tym razem do obwodu grodzieńskiego.

Zniesiony 25 grudnia 1962.